# Avala EuroCity
Az Avala EuroCity (Ausztriában gyorsvonat, Szerbiában InterCity) Bécs és Belgrád között közlekedett Budapest-Keleti pályaudvar érintésével, irányonként napi 1 indulással. A vonatot a MÁV és az ÖBB üzemeltette (vonatszám: EC 344/345).

## Története
1991-ben indult a vonat Belgrád és Bécs között Budapest érintésével. Ekkor még expresszvonatként és gyorsvonatként közlekedett. Később InterCity-ként közlekedett 2009-ig. 2010-től EuroCity-ként közlekedett megszűnésig.
1991–2008 között a vonat Bécs-Budapest-Belgrád viszonylatban közlekedett.
2009–2014 között a vonat Prága-Budapest-Belgrád viszonylatban közlekedett.
A 2014/2015-ös menetrendváltástól, 2014. december 14-től a vonat Prága helyett ismét Bécsbe érkezett és onnan is indult. Ekkor a vonat Keleti pályaudvar helyett Kőbánya-Kispest érintésével a 140-es vonalon közlekedett Kelebia felé.
2015. december 13-tól ismét a Keleti pályaudvarra ment és onnan ment tovább Kelebia felé a 150-es vonalon. Kelebiáig az Ivo Andrić nemzetközi gyorsvonat menetrendjével megegyezően közlekedett.
2019. február 1-től a szerb vasúti pálya felújítása miatt a vonat csak Budapest-Bécs viszonylatban közlekedett. Kelebia felé az Ivo Andrić gyorsvonattal lehet eljutni (Keleti pályaudvari átszállással).
2019. május 13-tól 26-ig a Keleti pályaudvar 2 hetes lezárása miatt a vonat csak Budapest-Kelenföldig közlekedett. 2019. május 27-től a Keleti pályaudvar újranyitásával a vonat már nem közlekedett. 2019. augusztus 26-án azonban újraindult, de már Semmelweis EuroCity néven. A szerb vasúti pálya felújítása miatt továbbra is Budapest-Bécs között közlekedik.

## Útvonala
- Wien Hauptbahnhof (Bécs)
- Hegyeshalom
- Mosonmagyaróvár
- Győr
- Tatabánya
- Budapest-Kelenföld
- Budapest-Keleti
- Ferencváros
- Pesterzsébet
- Kunszentmiklós-Tass
- Bösztör
- Szabadszállás
- Fülöpszállás
- Soltszentimre
- Csengőd
- Tabdi
- Kiskőrös
- Soltvadkert
- Pirtói szőlők
- Pirtó
- Kiskunhalas
- Balotaszállás
- Kisszállás
- Tompa
- Kelebia
- Subotica (Szabadka)
- Bačka Topola (Topolya)
- Vrbas (Verbász)
- Novi Sad (Újvidék)
- Stara Pazova (Ópazova)
- Novi Beograd (Újbelgrád)
- Beograd-Centar (Belgrád-Központi)